# هنری بندیکت استوارت
هنری بندیکت استوارت (به انگلیسی: Henry Benedict Stuart) (۶ مارس ۱۷۲۵ – ۱۳ ژوئیهٔ ۱۸۰۷) کاردینال کلیسای کاتولیک و چهارمین مدعی یعقوبی تاج و تخت انگلستان، اسکاتلند، ایرلند و فرانسه بود. 
هنری در سال ۱۷۲۵ در شهر رم در تبعید متولد شد و در همان روز توسط بندیکت سیزدهم تعمید داده شد. او فرزند جیمز فرانسیس استوارت و نوهٔ جیمز دوم انگلستان بود که در پی انقلاب شکوهمند از سلطنت خلع شده بود. او در جوانی از سوی پدرش عنوان دوک یورک را دریافت کرد. هنری در سال ۱۷۴۵ برای کمک به برادرش چارلز در قیام یعقوبی ۱۷۴۵ به شمال فرانسه رفت و رهبری گروهی از سربازان را به منظور عبور از کانال مانش برعهده گرفت. اما با توجه به شرایط قیام این سربازان در نهایت از دانکرک خارج نشدند. هنری بعد از شکست چارلز در نبرد کالودن به ایتالیا بازگشت و در ۳۰ ژوئن ۱۷۴۷ از سوی بندیکت چهاردهم به مقام کاردینال منصوب شد. او بخش بیشتر باقی عمر خود را در ایالات پاپی گذراند.
بعد از مرگ چارلز در ژانویهٔ ۱۷۸۸، هنری خود را به عنوان هنری نهم می‌شناخت. اما پیوس ششم در سال ۱۷۸۹ هم‌زمان با انقلاب فرانسه، جورج سوم را به عنوان پادشاه انگلستان، اسکاتلند و ایرلند به رسمیت شناخت و هنری بعد از آن رسماً به عنوان کاردینال دوک یورک شناخته می‌شد. هنری در ۱۳ ژوئیه ۱۸۰۷ درگذشت و جسد او در کنار پدرش در کلیسای سن پیترو در رم دفن شد.